# アライブ がん専門医のカルテ
『アライブ がん専門医のカルテ』（アライブ がんせんもんいのカルテ）は、フジテレビ系「木曜劇場」で2020年1月9日から同年3月19日まで放送されたテレビドラマ。倉光泰子のオリジナル作品で、主演は松下奈緒。
“がんのスペシャリスト”と呼ばれる腫瘍内科の女医が外科の女医とバディを組み、腫瘍内科というがんに特化した診療科を舞台に繰り広げられるがんのスペシャリストの戦いと苦悩を描くメディカル・ヒューマン・ストーリー。
キャッチコピーは「いま、誰かのために強く生きたい。」。

## あらすじ
心は人を救う職業に就きたいという思いから医師を目指し、奨学金で医学部に進学。医学部卒業後、最初は放射線科に進むのが、画像診断でがん患者を救った経験をきっかけにがんの専門家になりたいと思うようになり、腫瘍学を学び腫瘍内科へ転科を決める。学生時代に知り合った匠と結婚し、一人息子をもうけ、順風満帆な毎日を送っていたが、3ヶ月前に匠が転倒事故に遭い、緊急手術を受けるも意識が戻らないままでいる。そんな時、勤務先の病院に移籍してきた有能な消化器外科医の薫と出会う。薫の存在は、心にとって公私ともに突然差し始めた一筋の光のように感じるが…。薫にはある秘密があった。

## キャスト

### 主要人物
恩田心（おんだ こころ）
演 - 松下奈緒
主人公。神奈川県横浜市の横浜みなと総合病院の腫瘍内科医。周囲からは名前を略して“オンコロ先生”と呼ばれている。
医学部卒業後は放射線科に進むが、より多くのがん患者を救いたいという強い思いから、腫瘍学を学んだのち腫瘍内科への転科を決める。
梶山薫（かじやま かおる）
演 - 木村佳乃
1978年5月7日生まれ。
横浜みなと総合病院の消化器外科医。物語が開始する1週間前に関東医大中央病院から転院してきた。
“サイレントキラー”と称される膵臓がんの手術におけるスペシャリスト。それ故にがんに関する知識は豊富である。しかし、バディを組むことになる心にも話せない隠された秘密を抱えている。

### 横浜みなと総合病院

#### 腫瘍内科
結城涼（ゆうき りょう）
演 - 清原翔
横浜みなと総合病院の研修医。
物事をはっきりと言う性格のため、周りから誤解されることがある。冷静沈着でありながら、素直になれない不器用な性格である。家系が外科医であるため、本能的に外科医を目指している節がある。
夏樹奈海（なつき なみ）
演 - 岡崎紗絵
横浜みなと総合病院の研修医で結城とは同期。あるきっかけから小児科医を目指している。
真面目で努力家だが、時折羽目を外してしまう。
光野守男（みつの もりお）
演 - 藤井隆
横浜みなと総合病院の腫瘍内科医で心の同僚。
元は麻酔科に所属していたが、5番目の子供ができたこともあり、勤務時間が安定している腫瘍内科に異動した。腫瘍内科医としてのキャリアは浅いが、大変明るく朗らかな性格のため、医師や患者たちからの信頼度は厚い。
阿久津晃（あくつ あきら）
演 - 木下ほうか
横浜みなと総合病院の腫瘍内科の部長。病院内に腫瘍内科を創設した人物。
基本的に診療は心に任せているが、心をはじめとする部下たちに対しては極めて寛容。開放的で明るい性格。

#### 婦人科
前園敬之（まえぞの のりゆき）
演 - 高橋洋（第1話・第5話・第9話）

#### 消化器外科
美川史郎（みかわ しろう）
演 - 阿南健治（第1話・第6話・最終話）
消化器外科の部長。薫の上司。

#### 看護師
松井聡
演 - 松本慎司
渡辺
演 - 田川可奈美

#### 病院関係者
高坂民代（こうさか たみよ）〈64〉
演 - 高畑淳子（第1話 - 第10話）
長年通院している全身がんの患者。そのため、病院内の事情に詳しい。 元化粧品メーカーの美容部員。
心が一貫して担当しているが、薫からも診療を受けている。
佐倉莉子（さくら りこ）〈26〉
演 - 小川紗良（第2話 - 最終話）
会社員。ある日乳がんが見つかり、心の診察を受ける。
全摘手術の話を心から聞かされ、現実を受け入れられなくなるが、心と薫の説得により、手術と抗がん剤治療を受ける事を決断する。

### 恩田家
恩田匠（おんだ たくみ）〈45〉
演 - 中村俊介
心の夫。
父の京太郎に憧れ小説家になったが全く売れておらず、生計は心に任せて、自身は家事と漣の育児を務めていた。意識不明の重体。のちに死去。
恩田漣（おんだ れん）
演 - 桑名愛斗
心と匠の一人息子。小学1年生。
恩田京太郎（おんだ きょうたろう）
演 - 北大路欣也
匠の父。職業は脚本家。

### 関東医科大学附属中央病院
須藤進（すどう すすむ）
演 - 田辺誠一
消化器外科の副部長。薫の元上司。実は、医療過誤により、心の夫・匠の死の原因を作ってしまった張本人だった。その後、医大を辞職。薫とは長きにわたり不倫関係だった。

### その他
関河隆一（せきかわ りゅういち）
演 - 三浦翔平（第3話 - 第7話）
スポーツジムで薫に近づいてきた謎の男性。
正体は医療ジャーナリストであり、過去にある病院で起きた医療過誤について調査している。

### ゲスト

#### 第1話
村井恵子（むらい けいこ）〈55〉
演 - 石野真子
原発不明のがんを患っている女性患者。
余命3ヶ月を宣告されているため医師からホスピスの入寮を勧められているが、本当に助からないのか否かを確かめるために、結婚を約束している忠司とともに心のもとを訪れる。
山本忠司（やまもと ただし）
演 - 田口トモロヲ
恵子の大学時代の同級生。恵子とは結婚を約束している。
原発不明のがんを患っている恵子と共に心のもとを訪れる。認知症を発症している。
殿山俊樹（とのやま としき）〈38〉
演 - 石田明（NON STYLE）
美川の親友の病院から転院してきた患者。
胃がんの肝転移ステージ4という診断を受けていたが、それは画像のみの診断であり、肝生検を行った結果、胃、肝臓共に初発のステージ1のがんである事が判明した。

#### 第2話
日ノ原徹（ひのはら とおる）〈58〉
演 - 寺脇康文
男性乳がんを患っている患者。かつては妻と娘の3人暮らしだったが、離婚して現在は独り暮らし。
乳腺科で発症率が1%に満たない男性乳がんと診断され困惑する。
赤城紀子（あかぎ のりこ）
演 - ふせえり
徹が乳腺科で出会った乳がん患者。“おせっかいババア“を自称しており、男性にして乳がんを患っている徹の手助けをした。緩和ケアを別の病棟で受けている。
佐倉裕子（さくら ゆうこ）
演 - 村岡希美
莉子の母。手術に来なかった莉子を病院に連れてくる。
吉田葵（よしだ あおい）
演 - 宮澤竹美
莉子の友人。

#### 第3話
木内陽子（きうち ようこ）
演 - 朝加真由美
複数のがんを患っている患者。
抗がん剤治療による身体の負担を軽減させるために緩和治療を打診される。
田所歩美（たどころ あゆみ）
演 - 三倉茉奈
陽子の次女。
心から打診された母への緩和治療の方針を受け入れられず、抗がん剤治療の続行を望む。
猪瀬浩美（いのせ ひろみ）
演 - 野田久美子
陽子の長女。
心からの説明を受け、母への緩和治療の方針に賛成するが、在宅医療については同じく家庭を持つ妹と共に反対している。母を苦しませたくないと思っているため、抗がん剤治療の続行を望む妹と対立してしまう。
木内修造（きうち しゅうぞう）
演 - 遠山俊也
陽子の夫で浩美と歩美の父。
川谷潤平（かわたに じゅんぺい）〈45〉
演 - 生津徹
4年前に肝臓がんを切除するも、再発を宣告された患者。妻の美沙と息子が1人いる。
川谷美沙（かわたに みさ）
演 - 小出ミカ
潤平の妻。

#### 第4話
中山
演 - 佐藤みゆき
出版社「徳文社」の社員。
森川
演 - 三浦誠己
半年前に妻を亡くした男性。妻の担当医だった阿久津からグリーフケアを受けている。

#### 第5話
長尾春香（ながお はるか）〈40〉
演 - 遊井亮子
希少がんの一種である粘液型腫瘍肉腫を患う患者。夫と別居中で、息子の優斗の親権を争っている。
長尾優斗（ながお ゆうと）
演 - 南出凌嘉
春香の息子。
夜中にこっそり家から出ようとして二階の窓から落下し左腕を骨折、母である春香が通う横浜みなと総合病院に搬送された。
本間
演 - 伊藤洋三郎
北陸総合病院の医者。

#### 第6話
土方絵麻（ひじかた えま）〈27〉
演 - 清水くるみ
若くしてステージ3の胃がんを患う患者。心から抗がん剤治療を勧められる。
土方徳介（ひじかた とくすけ）
演 - ベンガル
絵麻の父。病院が勧める標準治療に懐疑的である。
土方律子（ひじかた りつこ）
演 - 宮田早苗
絵麻の母。

#### 第7話
武井正弘（たけい まさひろ）〈65〉
演 - 平田満
3年前に膀胱がんを患い膀胱を摘出するも、肺への転移が発覚し、がん性胸膜炎を診断される。心から入院し抗がん剤治療をする事を勧められたが、自宅に引きこもっている息子の健太を気にかけており、息子のために入院を拒む。
後日、呼吸不全を起こし、健太の119番通報により心の病院に搬送される。
武井健太（たけい けんた）
演 - 篠原篤
正弘の息子。自宅に引きこもっている。父とは、母が10年前に亡くなって以降一切話をしていない。
呼吸不全により苦しむ父を見つけ、119番通報をする。

#### 第8話
井上和樹（いのうえ かずき）
演 - 萩原利久
横浜東高校に通う高校3年生のがん患者。
幼い頃からがんで入退院を繰り返し、大学進学を目前に胚細胞腫瘍の再発を診断された。
自身のがん闘病の体験を綴ったブログを運営しており、読者から“希望“と呼ばれている。入院後もブログを更新しているが、がんの再発を隠し、「免許を取って初ドライブ」や「家族とスキー」などの嘘を綴っている。
井上弥生（いのうえ やよい）
演 - 安藤玉恵
和樹の母。

#### 第9話
小山内静（おさない しずか）〈39〉
演 - 山田真歩
切迫流産で緊急搬送されてきた妊婦。5年前に大腸がんを患い、無事に退院して凍結保存した卵子を用いて妊娠したが、搬送されてきた際の検査でがんが肝臓に転移していたことが発覚した。
心は静に妊娠の継続は難しく、母体の命を優先したいと話すが、夫の敬と共に中絶を拒んだ。
大腸がんになった後、出版社を退社し“NOT ALONE“というフリーペーパーの編集長に転身し、がんに関する情報やがんサバイバーの体験記を執筆している。
小山内敬（おさない たかし）
演 - 落合モトキ
静の夫。

#### 第10話
佐伯芳雄（さえき よしお）
演 - 相島一之
すい臓がんの患者。隼人の兄。
佐伯隼人（さえき はやと）
演 - 丸山智己
芳雄の弟。芳雄を有馬総合病院に転院させようとする。
結城美紀子（ゆうき みきこ）
演 - とよた真帆
涼の母。有馬総合病院の理事。
結城駿（ゆうき しゅん）
演 - 若林拓也
涼の弟。

#### 最終話
橘千寿子
演 - 三田寛子
橘麗奈
演 - 佐津川愛美

## スタッフ
- 脚本 - 倉光泰子、神田優
- プロデュース - 太田大、有賀聡
- 演出 - 髙野舞、石井祐介、水田成英
- 主題歌 - 須田景凪 「はるどなり」（unBORDE / ワーナーミュージック・ジャパン）[7]
- 音楽 - 眞鍋昭大
- 制作協力 - ケイファクトリー
- 制作著作 - フジテレビ

## 放送日程
| 話数                                                                        | 放送日  | サブタイトル                           | 脚本     | 演出     | 視聴率 | 取り上げられたがん・病名 |
| --------------------------------------------------------------------------- | ------- | -------------------------------------- | -------- | -------- | ------ | ------------------------ |
| 第1話                                                                       | 1月09日 | 原発部位が不明のがん                   | 倉光泰子 | 高野舞   | 8.4%   | 原発不明がん             |
| 第2話                                                                       | 1月16日 | 知られざる、男性の乳がん               | 倉光泰子 | 高野舞   | 7.7%   | 乳がん                   |
| 第3話                                                                       | 1月23日 | 愛する家族との最期の時間               | 倉光泰子 | 石井祐介 | 8.4%   | 末期がん                 |
| 第4話                                                                       | 1月30日 | 愛する人の死の受け入れ方               | 神田優   | 石井祐介 | 6.1%   | うつ病                   |
| 第5話                                                                       | 2月06日 | 離婚調停中の母と希少がん               | 倉光泰子 | 水田成英 | 7.2%   | 粘液型脂肪肉腫           |
| 第6話                                                                       | 2月13日 | がんの標準治療と民間療法               | 倉光泰子 | 高野舞   | 7.4%   | 胃がん                   |
| 第7話                                                                       | 2月20日 | がん再発の父と引きこもりの息子6030問題 | 神田優   | 石井祐介 | 6.0%   | がん性腹膜炎             |
| 第8話                                                                       | 2月27日 | 18歳の少年が抱えるがん                 | 倉光泰子 | 岩城隆一 | 5.7%   | 血液がん                 |
| 第9話                                                                       | 3月05日 | 妊娠中にがんになったら―                | 倉光泰子 | 水田成英 | 6.4%   | 大腸がん                 |
| 第10話                                                                      | 3月12日 | すい臓がんと、最後の試練               | 神田優   | 石井祐介 | 6.9%   | すい臓がん               |
| 第11話(最終話)                                                              | 3月19日 | 乳がん再発を乗り越えて                 | 倉光泰子 | 高野舞   | 7.0%   | 食道がん                 |
| 平均視聴率 7.1%（視聴率はビデオリサーチ調べ、関東地区・世帯・リアルタイム） |         |                                        |          |          |        |                          |